# Marketing educacional
Marketing Educacional é uma disciplina emergente da área de Marketing, que usa estratégias e táticas mercadológicas e de comunicação para captação, retenção e fidelização de clientes (no caso, alunos de Instituições de Ensino. Alguns especialistas consideram a nomenclatura equivocada, adotando "Marketing para Instituições de Ensino" como correta. A alegação é a de que "Marketing Educacional" seria uma inversão nominal, dado que, no caso, o ensino seria usado como ferramenta de marketing e não o oposto. Entretanto, assim como Clubes praticam o "Marketing Esportivo" para captação de sócios e torcedores, Instituições de Ensino praticam o "Marketing Educacional".
Pensar em marketing educacional implica abordar o marketing de serviços e, ainda antes, a concessão de serviço sob a ótica do mercado.

## Marketing para Instituições de Ensino
O marketing para instituições de ensino determina que a instituição decida sobre as necessidades e os desejos de mercados-alvo, satisfazendo-os através de projetos, comunicação, serviços apropriados e viáveis. Essa satisfação é de vital importância, pois o contrário, pode fazer com que as instituições caiam no esquecimento. Entretanto, a satisfação de mercados-alvo, não significa fornecer qualquer programa, e sim tornar mais atraente as ofertas para os consumidores interessados.
A longo prazo, a instituição deve assegurar as necessidades dos clientes, pois um aluno não está interessado somente em um diploma, mas também no domínio real de informações e habilidades que justifiquem essa conquista, além, é claro, das necessidades da sociedade, que esperam pessoas preparadas para serem produtivas e que assumam responsabilidades.

## Os Públicos da Instituição (stakeholders - públicos de interesse)
Para Kotler & Fox (1994, p. 43) o público “é constituído de um grupo distinto de pessoas e/ou organizações que têm interesse real ou potencial em afetar uma instituição”.  Para a instituição, público significa cada um dos importantes grupos que tem interesse real ou potencial.
Uma instituição que responde totalmente ao seu mercado deve, além de fazer levantamentos para medir a satisfação dos consumidores, pesquisar suas necessidades e preferências ocultas, para encontrar um modo de melhorar seus serviços. Uma IE, para responder ao seu mercado, deve se esforçar para sentir, atender e satisfazer às necessidades e aos desejos de seus consumidores e públicos (KOTLER & FOX, 1994, Marketing Educacional das instituições).

### Os 16 principais públicos em uma universidade

#### Administradores
Sãos responsáveis em dirigir a instituição, reportam diretamente ao reitor.

#### Conselho administrativo
O trabalho do conselho é supervisionar a instituição e assegurar-se de que ela opera eficientemente para atingir seus objetivos.

#### Corpo docente
Consiste em profissionais habilitados – professores e outros instrutores – que prestam os serviços educacionais da instituição a seus consumidores.

#### Funcionários
Consiste dos vários funcionários que não fazem parte do corpo docente, remunerados em base salarial.

#### Voluntários
São participantes não remunerados que trabalham na instituição, freqüentemente em levantamento de fundos e recrutamento.

#### Consumidores
As instituições educacionais têm freqüentemente vários grupos de consumidores e devem distinguí-los de acordo com suas importâncias relativas.

#### Doadores
São aqueles indivíduos e organizações que fazem contribuições em dinheiro e outros donativos para a instituição.

#### Públicos locais
Qualquer instituição está fisicamente localizada em uma ou mais áreas e está em contato com públicos locais, como moradores na vizinhança e organizações comunitárias.

#### Públicos ativistas
As instituições educacionais estão sendo crescentemente contestadas por grupos consumidores, ambientais, organizações minoritárias e outros grupos de interesse por algumas concessões ou apoio.

#### Público em geral
Membros do público em geral conduzem imagens da instituição que afetam seu patrocínio e apoio legislativo.

#### Públicos de mídia
Esses públicos incluem empresas de mídia que dão notícias e opiniões editoriais – especificamente jornais, revistas e estações de rádio e tv, além da Internet, mais recentemente.

## A Imagem da Instituição
Kotler & Fox (1994, p. 59) define imagem como “a soma de crenças, idéias e impressões que uma pessoa tem de um objeto”, para os autores a definição possibilita distinguir de outros conceitos semelhantes, como crenças, atitudes e estereótipos. Assim como uma empresa, as IE’s têm forte interesse em saber como são vistas pela sociedade, uma vez que relacionadas a uma imagem, querem assegurar-se que ela mostre favoravelmente sua realidade. Para a instituição educacional é importante mensurar a familiaridade de sua imagem e como os grupos avaliam suas qualidades, para decidir se o resultado está de acordo com a imagem que deseja passar, caso contrário, deve se readequar e comunicar essas mudanças para seu público.  